# کولبوده
کولبوده (به لهستانی:  Kolbudy) یک روستا در لهستان است که در گمینا کولبوده واقع شده‌است.
 کولبوده  ۳٬۰۱۲ نفر جمعیت دارد.